# 福新面粉厂
福新麵粉廠是上海良友集团下属企业，由荣宗敬等创办于1913年，至1921年发展到8个厂，現為上海福新面粉有限公司。

## 历史
上海福新面粉厂，由无锡荣宗敬、荣德生兄弟为主要创办人。1912年，荣式兄弟筹资4万元，筹办上海福新面粉厂，由荣宗敬任总经理，王尧臣任经理，浦文渭任协理。1914年7月正式开业，当年就获利2.37万两，折合银元3.21万元，为投资额的80%。1917年创设福新面粉三厂，1918年租营华兴面粉厂，改称福新六厂，1920年以规元25万两购进。1921年以12万元购进租营的中兴面粉厂，改称福新四厂；同年，创设福新七厂。1922年创设福新八厂，1923年再增置设备，成为当时上海日生产能力最大的面粉厂。其间，福新二厂于1920年因漏电起火被焚，1921年重建新厂。1926年，福新一厂失慎被焚，即以福新三厂补缺，1927年5月以规元40万两购进兴华面粉厂，作为福新三厂新厂。1931年，福新六厂与福新三厂合并。1935年，福新四厂并入福新二厂。八一三淞沪抗日战争爆发后，福新一、三、六厂均被日军强占，并交日商经营，地处租界的福新二、七、八厂亦受影响。1946年8月，日本无条件投降。在租界内的福新二、七厂和八厂于11月复工。福新一厂于1947年2月恢复生产，福新三厂至1948年才重新开机，福新六厂因破坏严重，不堪修整，无法恢复生产。1949年5月以后，上海面粉工业本来存在的生产能力严重过剩问题暴露得更加充分，再加上原料缺乏、资金短绌，因此困难重重，福新面粉厂尤为突出。1955年，福新一、二、三、八厂合并为福新面粉厂，随即公私合营，1956年与毗邻的公司合营阜丰面粉厂合并经营，定名为公私合营阜丰福新面粉厂，1966年更名为上海面粉厂。1984年12月，组建上海面粉公司。2000年7月，上海良友集团公司、上海面粉有限公司和闵行区粮油总公司共同投资1亿元组建上海福新面粉有限公司。目前公司位於上海市閔行區新闵路253号。

## 部分麵粉廠概况
福新面粉二、四、八厂旧址坐落于上海市普陀区莫干山路120号的苏州河南岸叉袋角区域，位於原阜丰面粉厂西侧，东西长390米，是当时中国面粉工业中最大的联合工厂。福新面粉厂现存历史建筑有小包装面粉仓库及两侧耳房，小包装面粉仓库建于1913年，砖木结构三层楼，南北向，红砖外墙，占地面积346.2平方米，建筑面积1112.38平方米。福新面粉三厂建于1926年，坐落于上海市普陀区苏州河北岸光复西路145号。原占地10亩多，中共接管上海后曾作为上粮一站的仓库，现仅存临河主体建筑的主体部分。现存建筑主体为三层砖混结构的楼房，面阔七间，进深四间，两翼为二层砖木结构的仓库，现已基本拆除。主立面二楼有小型阳台，有雕花铁艺栏杆，三楼外廊有四根多立克柱，顶部为三角形山墙。背立面二三层有外凸阳台，窗框具有现代风格装饰。内部结构改变较为严重，除二层至三层木质楼梯尚存、平顶走马线基本完整之外，其余均遭破坏。

## 部分麵粉廠现状
福新第二、第四、第八面粉厂旧址1999年公布为上海市级优秀历史建筑，阜丰福新面粉厂2009年6月公布为第二批普陀区登记不可移动文物。福新第三面粉厂因道路拓宽之需，按规划该建筑需往西北方向平移55米，平移后将在恢复外观原貌的基础上，改变原有功能进行商业运作。